# نورث غروسفينور (كونيتيكت)
نورث غروسفينور (بالإنجليزية: North Grosvenor Dale)‏ هي منطقة تاريخية في الولايات المتحدة وأماكن مخصصة للتعداد تقع في الولايات المتحدة في كونيتيكت.